# نادي الأخدود
نادي الأخدود السعودي لكرة القدم هو نادٍ كرة قدم سعودي محترف، مقرهُ في مدينة نجران، جنوب السعودية تأسس عام 1976 في حي الفيصلية ليكون متنفساً لشباب المنطقة وداعما للرياضة فيها، واجتهد لاعتماد منشأة رياضية نموذجية للنادي وتحقق ذلك بعد عدة سنوات. وساهم النادي ومنشأته المتكامله في ظهور عدة رياضات بالمنطقة منها كرة القدم و كرة الطائرة وألعاب القوى وتنس الطاولة والكاراتيه وغيرها
يعتبر الإنجاز الأبرز لنادي الأخدود هو صعود الفريق إلى الدوري السعودي للمحترفين وحقق النادي الصعود بعد غياب 28 موسماً 

## تشكيلة الفريق الحالية
ملاحظة: تشير الأعلام إلى المنتخب الوطني على النحو المحدد في قواعد الأهلية للفيفا. قد يحمل اللاعبون أكثر من جنسية واحدة غير تابعة للفيفا.
| الرقم | البلد     | المركز | اللاعب                          |
| ----- | --------- | ------ | ------------------------------- |
| 1     | السعودية  | حارس   | راكان النجار                    |
| 2     | السعودية  | مدافع  | محمد السعيد                     |
| 4     | السعودية  | مدافع  | سعيد الربيعي                    |
| 6     | السعودية  | وسط    | عيد المولد                      |
| 8     | السعودية  | مدافع  | حسين الزبداني                   |
| 9     | مالي      | مهاجم  | إبراهيما كوني (معار من ألميريا) |
| 10    | نيجيريا   | مهاجم  | سافيور جودوين                   |
| 11    | زيمبابوي  | وسط    | ناوليدج موسونا                  |
| 12    | السعودية  | وسط    | عبد العزيز آل هتيلة             |
| 13    | الكاميرون | مهاجم  | كريستيان باسوغوغ                |
| 14    | السعودية  | وسط    | صالح آل عباس                    |
| 15    | السعودية  | مدافع  | نايف عسيري                      |
| 16    | البرازيل  | مدافع  | دييغو فيريرا                    |
| 17    | جامايكا   | مدافع  | داميون لوي                      |

| الرقم | البلد    | المركز | اللاعب            |
| ----- | -------- | ------ | ----------------- |
| 18    | كولومبيا | وسط    | سيباستيان بيدروزا |
| 19    | السعودية | وسط    | سعود سالم         |
| 20    | السعودية | وسط    | صالح الحارثي      |
| 21    | السعودية | مهاجم  | محمد آل جحيف      |
| 27    | السعودية | مدافع  | عوض خميس          |
| 28    | البرازيل | حارس   | باولو فيتور       |
| 29    | السعودية | وسط    | أحمد آل دغرير U19 |
| 64    | مصر      | مهاجم  | كريم أشرف         |
| 66    | البرازيل | وسط    | بيتروس            |
| 77    | السعودية | وسط    | سيف بالحارث U19   |
| 87    | السعودية | مدافع  | غسان هوساوي       |
| 92    | السعودية | حارس   | سعد القرني        |
| 98    | السعودية | مدافع  | مهند القيضي       |

### المعارون
ملاحظة: تشير الأعلام إلى المنتخب الوطني على النحو المحدد في قواعد الأهلية للفيفا. قد يحمل اللاعبون أكثر من جنسية واحدة غير تابعة للفيفا.
| الرقم | البلد    | المركز | اللاعب                             |
| ----- | -------- | ------ | ---------------------------------- |
| --    | السعودية | وسط    | مصلح الشيخ (معار من النادي العربي) |

## طاقم التدريب
| موضع                  | اسم                      |
| --------------------- | ------------------------ |
| مدير                  | باولو سيرجيو             |
| مساعد المدير          | هيلدر كارفاليو رضا الجدي |
| مدرب حراس المرمى      | فلادا أفراموف            |
| مدرب لياقة بدنية      | منتصر المهدينات          |
| محلل أداء             | يحيى البلوشي             |
| طبيب                  | سعد مبارك                |
| أخصائي العلاج الطبيعي | سلمان الكعبي             |
| مدير كرة القدم        | سليم الجهبراني           |
| المدير الفني          | كمال علي سباهيتش ‏        |